# Institutul Saint-Serge din Paris
Institutul Teologic Ortodox „Saint-Serge” din Paris (în franceză Institut de théologie orthodoxe Saint-Serge), înființat în 1925, este o unitate de învățământ privată, cu predare în limba franceză, de nivel universitar, funcționând conform legislației franceze sub egida Academiei din Paris. Misiunea Institutului Sfântul Serghie este de a forma preoți și laici educați care să slujească activ în Biserica Ortodoxă și să o reprezinte în dialogul ecumenic, dar și în viața religioasă și culturală din țările natale. 
Din 1925 până în 2019 Institutul Sfântul Serghei s-a aflat sub jurisdicția Exarhatului Ortodox Rus din Europa de Vest (sub Patriarhia Ecumenică). Din 2019 a trecut sub autoritatea Bisericii Ortodoxe Ruse.
Patronul spiritual al institutului este sfântul Serghei de Radonej.

## Istoric
Institutul a fost înființat în 1925, de reprezentanți ai Bisericii Ortodoxe Ruse din afara Rusiei.
A dat Bisericii nenumărați patriarhi, episcopi, preoți, teologi, călugări, iconari, muzicieni, profesori de cateheză și misionari.

## Programe de studiu
Institutul susține o împletire permanentă dintre tradiție și lumea modernă, între teologie și științe. 
Institutul Sfântul Serghie oferă:
- un program complet de diplome de „licență”, „master” și „doctorat”;
- este un centru de educație teologică prin corespondență și de instruire pastorală;
- furnizează instruire în artele sacre, iconografie și muzică bisericească;
- funcționează ca laborator pentru cercetări în istoria religiilor și știință;
- dispune de o bibliotecă cu mai mult de 35.000 de cărți și jurnale rare;
- servește ca loc de întâlnire și colocvii, inclusiv sesiunile anuale ale „Săptămânii Liturgice”.

Școlarizarea se face contra-cost, dar sunt disponibile diverse burse.